# Croix de Durand
La croix de Durand est une croix monumentale située en France sur la commune de Tiranges, dans la région Auvergne-Rhône-Alpes.

## Localisation
La croix monumentale est située dans le département français de la Haute-Loire, sur la commune de Tiranges, dans l'ancienne région administrative d'Auvergne.

## Historique
La croix a été érigée au XVIe siècle.

## Description
Il s'agit d'une croix monumentale appartenant à la commune.

## Protection
La croix de Durand est inscrite au titre des monuments historiques par arrêté du 23 septembre 1949.